# 2017年1月欧洲寒潮
2017年1月欧洲寒潮是發生在东欧和中欧的一场極端天氣。在一些地区，航班和航运服务被迫暂停，电力供应和其他重要基础设施遭到重大破坏。。寒潮係因西欧的高氣壓所致，高氣壓导致俄罗斯和斯堪的纳维亚地区吹向东欧的强风。1月9日，极地大陆气团从德国延伸至巴尔干半岛，不仅导致希腊普降大雪，还导致克罗地亚遭受强风袭击。 此外，冷空气流经温暖的亚得里亚也致死意大利中部和南部的遭受大雪天气。在这场寒潮中，至少有73人因此死亡。

## 受影响的地区
波蘭於此次寒潮期間，氣溫低於-20°C，該國於2017年第一週有46人死於低溫天氣，主要是無家可歸者。由於寒冷天气产生雾霾，华沙和克拉科夫都提供了免费公共交通。受到烟雾影响，弗罗茨瓦夫的空气质量下降到臨界水平。意大利至少有7人死于寒潮，大部分是无家可归者。該國部分地区受暴雪、強風和極端低溫影響，西西里、巴里和布林迪西等机场因此關閉。极端天气導致亚得里亚海海面結冰，義大利南部的学校亦因此停课。极端天气也导致长达900公里的多瑙河的停运，受影响的国家包括罗马尼亚，克罗地亚和塞尔维亚。在捷克亦共有八人死亡，同样主要是无家可归者。在保加利亚和土耳其边界附近，有三名移民的尸体被发现。无国界医生组织对移民，特别是生活在塞尔维亞首都贝尔格莱德的约兩千人的生存风险表示担忧。博斯普鲁斯海峡在暴风雪之后关闭航运。在土耳其最大城市伊斯坦布尔，超过650架次航班因而被延误或取消。1月11日，在罗马尼亚首都布加勒斯特，当地的大雪造成大量的交通事故。
而在希腊首都雅典，温度一度降至-20°C。希腊国家天文台将这种天气现象称为“阿里亚德尼”（来源于阿里亚德尼女神）。希腊当局于2016年决定从2017年1月起，为在希腊出现极端天气现象命名， 而阿里亚德尼是第一个获得名字的天气现象。雅典和圣托里尼甚至下起了雪。在此期间，一名移民因感冒而死亡。在被雪覆盖的爱琴海岛上，许多移民都被搬入带有热水的帐篷。希腊当局向无家可归的人们开放了三座雅典地铁站，以帮助他们御寒保暖。整个希腊都被异常厚重的雪覆盖，道路和公共交通工具也受到干扰，这造成严重的交通问题。在马其顿省的塞萨洛尼基，该市的约500辆公交车中仅有130辆能够运行。在尤比亞島，斯科派洛斯島和阿洛尼索斯島，严重的电力故障和由于降雪导致的大量交通事故，当局宣布进入紧急状态。
在俄罗斯和乌克兰也出現死亡案例。俄罗斯部分地区的气温下降到-40°C以下，创下低温记录。而在俄罗斯首都莫斯科，住在Lyubertsy，Lytkarino，Dzerzhinsky和Kotelniki等地区约10万名居民因极端恶劣的低温天气而停电。
1月11日，寒潮到达了阿尔巴尼亚，该国最低气温下降到-22°C。全国各地最低气溫跌至0°C以下，並广泛出现暴风雪的天气。而在南部城市吉罗卡斯特和首都地拉那的物资供应亦需要由陆军直升机维持。
1月16日，由于停电和电力需求增加，欧洲电价攀升至自2008年以来的最高价格。罗马尼亚能源部长托马·佩特库（Toma Petcu）一度表示，如果国内煤炭消费依然高企，罗马尼亚两大生产商所持有的储备只能供民众持续使用4天。

## 低溫紀錄
於2017年1月7日，莫斯科低溫為-29.9°C，為120年來最冷的東正教聖誕節。寒潮期間，西歐最低溫發生於瑞士拉布雷維訥，2017年1月6日低溫為-29.9°C。匈牙利最低溫發生於2017年1月8日，於泰绍測得-28.1°C。

## 死亡
至少有73人因低溫而死亡，許多人是移民或無家可歸者。大約三分之一的人死於波蘭，其他人發生在阿爾巴尼亞，保加利亞，捷克共和國，意大利，希臘和馬其頓。